# Metrocentro (Sevilla)
 Metrocentro – nowy system komunikacji tramwajowej przebiegający przez centrum Sewilli, w Hiszpanii. 
Prace budowlane I etapu zostały zakończone w październiku 2007. W drugim etapie przewiduje się rozszerzenie systemu tramwajowego od stacji San Bernardo. Otwarcie tego etapu planowane było na 2010. Trzeci etap rozbudowy planowany jest poprzez budowę torów do dworca Sevilla Santa Justa wraz z budową przystanków San Francisco Javier i Luis de Morales, prace wykończeniowe tego etapu są przewidziane na 2011.

## Dane ogólne
- Koszty budowy: 60,5 mln € (z czego 40,9 mln € pochodziło od Rządu Andaluzji, a 19,6 mln € od samego miasta)
- Długość tramwaju: 32m.
- Pojemność tramwaju: 275 pasażerów
- Maksymalna prędkość: 70 km/h
- Czas przejazdu: 7 minut (w godzinach szczytu)
- Dostawca taboru: CAF

## Linie
Przystanki na trasie (I etap):
- Plaza Nueva
- Archivo de Indias
- Puerta de Jerez
- Prado (z połączeniem do dworca Santa Justa)
- Santa Justa

w budowie (II etap):
- San Bernardo
- San Francisco Javier
- Eduardo Dato
- Luis de Morales
- Santa Justa